# 平和町法立
平和町法立（へいわちょうほうりゅう）は、愛知県稲沢市の地名。

## 地理

### 河川・池沼
- 日光川
- 須ヶ谷川

### 交通
- 国道155号
- 愛知県道128号給父清須線
- 愛知県道458号一宮弥富線

### 施設
- 内荒神社
- 稲沢市立法立小学校
- 了正寺

### 字一覧
- 江向（えむかい）[WEB 6]
- 起（おこし）[WEB 6]
- 起南（おこしみなみ）[WEB 6]
- 北十一丁（きたじゆういつちよう）[WEB 6]
- 北瀬古（きたせこ）[WEB 6]
- 国道東（こくどうひがし）[WEB 6]
- 下出（しもで）[WEB 6]
- 正作（しようさく）[WEB 6]
- 十一丁（じゆういつちよう）[WEB 6]
- 巽屋敷（たつみやしき）[WEB 6]
- 西瀬古上（にしぜこかみ）[WEB 6]
- 西瀬古下（にしぜこしも）[WEB 6]
- 東十一丁（ひがしじゆういつちよう）[WEB 6]
- 東瀬古（ひがしぜこ）[WEB 6]
- 東瀬古下（ひがしぜこしも）[WEB 6]
- 東法立北（ひがしほうりゆうきた）[WEB 6]
- 東法立南（ひがしほうりゆうみなみ）[WEB 6]
- 菱田（ひしだ）[WEB 6]
- 古川新田（ふるかわしんでん）[WEB 6]
- 宮北（みやきた）[WEB 6]
- 柳場（やなぎば）[WEB 6]
- 山起（やまこし）[WEB 6]
- 六丁（ろくちよう）[WEB 6]

## 歴史

### 人口の変遷
国勢調査による人口および世帯数の推移。
| 1995年（平成7年）  | 223世帯 857人 |  |
| 2000年（平成12年） | 215世帯 803人 |  |
| 2005年（平成17年） | 232世帯 860人 |  |
| 2010年（平成22年） | 267世帯 883人 |  |
| 2015年（平成27年） | 280世帯 904人 |  |
| 2020年（令和2年）  | 284世帯 863人 |  |

### WEB
1. ↑  “愛知県稲沢市の町丁・字一覧”.   人口統計ラボ. 2023年5月5日閲覧。
2. 1 2  総務省統計局 (2022年2月10日). “令和2年国勢調査の調査結果(e-Stat) - 男女別人口，外国人人口及び世帯数－町丁・字等” (CSV). 2023年8月2日閲覧。
3. ↑  “読み仮名データの促音・拗音を小書きで表記するもの(zip形式) 愛知県” (zip).   日本郵便 (2024年2月29日). 2024年3月26日閲覧。
4. ↑  “市外局番の一覧” (PDF).   総務省 (2022年3月1日). 2022年3月22日閲覧。
5. ↑  “ナンバープレートについて”.   一般社団法人愛知県自動車会議所. 2024年1月21日閲覧。
6. 1 2 3 4 5 6 7 8 9 10 11 12 13 14 15 16 17 18 19 20 21 22 23  “愛知県稲沢市平和町法立の住所一覧”.   ゼンリン. 2024年6月3日閲覧。
7. ↑  総務省統計局 (2014年3月28日). “平成7年国勢調査の調査結果(e-Stat) - 男女別人口及び世帯数 －町丁・字等” (CSV). 2021年7月20日閲覧。
8. ↑  総務省統計局 (2014年5月30日). “平成12年国勢調査の調査結果(e-Stat) - 男女別人口及び世帯数 －町丁・字等” (CSV). 2021年7月20日閲覧。
9. ↑  総務省統計局 (2014年6月27日). “平成17年国勢調査の調査結果(e-Stat) - 男女別人口及び世帯数 －町丁・字等” (CSV). 2021年7月21日閲覧。
10. ↑  総務省統計局 (2012年1月20日). “平成22年国勢調査の調査結果(e-Stat) - 男女別人口及び世帯数 －町丁・字等” (CSV). 2021年7月21日閲覧。
11. ↑  総務省統計局 (2017年1月27日). “平成27年国勢調査の調査結果(e-Stat) - 男女別人口及び世帯数 －町丁・字等” (CSV). 2021年7月21日閲覧。